# Dryocopus galeatus
Dryocopus galeatus là một loài chim trong họ Picidae.